# M25 (잡지)
M25는 미디어윌에서 발행했던 무료 잡지이다. 주간지의 형태로 발행되었으며, 원래 직장인 남성을 주 대상으로 하였으나 이후 유니섹스 직장인 라이프스타일지를 표방하게 되었다.
2007년 6월 14일에 창간되어 매주 목요일마다 지하철역을 중심으로 무료로 배포하였으며, 2009년 8월부터 발행일을 월요일로 변경하였다. 2014년 8월 폐간되었다.